# Aeroportul Great Bear Lake
Aeroportul Great Bear Lake (IATA: DAS) este un aeroport din Teritoriile de Nord-Vest, Canada. Aeroportul a fost tranzitat în 2020 de 0 pasageri.
Situat la o altitudine de 168 m, aeroportul dispune de o singură pistă.